# Ізмаїльський провулок (Кропивницький)
 Ізмаїльський провулок  — провулок в Подільському районі міста Кропивницький.
Топонім напрямкового походження, названий на честь міста Ізмаїл.

## Розташування
Провулок знаходиться в південно-східній частині Кропивницького, в місцині Кущівка. З'єднує собою вулиці Герцена та Генерала Кульчицького з півночі на південь, паралельно до Овражної вулиці та Новоселівського провулку.
Довжина провулку — 190 метрів.

## Історія
Рішенням сесії тоді Кіровоградської міської ради від 25 листопада 2003 року № 587 «Про затвердження уточнених і перекладу українською мовою назв площ, проспектів, вулиць, провулків, проїздів тупиків м. Кіровограда» для топонімічного об'єкту було затверджено назву «Ізмаїльський провулок».

## Сфера обслуговування

### Освіта
Навчанням дітей провулку опікується комунальний заклад "Навчально-виховне об'єднання "Загальноосвітній навчальний заклад І—ІІІ ступенів № 1 — дитячо-юнацький центр «Перлинка», що знаходиться в будинку № 29/32 на вулиці Таврійській.

### Медицина
Первинну медичну допомогу для населення провулку надає амбулаторія загальної практики — сімейної медицини, розміщена в будинку № 61 на вулиці 10-та Лінія.

### Пошта
Поштове відділення, котре обслуговує провулок, знаходиться в будинку № 3 на вулиці Хабаровській.

### Транспорт
- Автобус № 103 — на вулиці Генерала Кульчицького